# 통치론
《통치론》(Two Treatises of Government)은 영국의 철학자 존 로크가 1689년 출판한 정치 철학 책이다. 후기 스튜어트 왕조의 반동화(反動化)가 진행되어, 필머의 《페이트리아카》(Patriarcha)가 간행되어서 왕권신수설이 다시 유행되기 시작한 것을 보고, 로크는 그 비판을 기도하여 1688년의 명예혁명을 지지하고 여기에 이론적인 기초를 제공하려고 간행한 것이 이 책이다. 이 책에서 나타난 로크의 사상은 근대 민주주의 사상의 원형(原型)을 이루는 것으로서, 그것이 미친 영향은 극히 크며, 특히 미국 독립 선언이나 프랑스 혁명의 인권 선언 등에 로크의 영향이 뚜렷하게 나타나 있다.
내용은 1부와 2부로 나누어져, 제1부에서는 필머의 왕권신수설을 강하게 비판한다. 제2부는 정치 권력의 기원·목적·한계에 관한 로크 자신의 적극적 견해를 저술한 것으로서, 정치 권력이 발생하는 이전의 자연상태에서 인간은 생명·자유·재산이라는 자연권을 가진다는 것, 이 자연권을 수호하기 위해서 사람들은 서로 계약을 맺어 국가를 만든다는 것, 따라서 정부는 국민으로부터 권력을 위탁받고 있는 데 불과하며, 최고의 권력은 항상 시민에게 있다는 것, 정부가 이 위탁에 위배되었을 때 시민은 정부를 바꾸는 '저항권(抵抗權)'을 갖는다는 것, 이것이 로크 사상의 골자이다. 여기에 첨가하여 재산권(財産權)의 발생에 관해서는 노동이 소유를 낳는다는 노동가치설(勞動價値說)이 기술되었고, 또한 다수결원리(多數決原理)의 기초 이론과, 권력의 난용(亂用)을 방지하기 위한 권력 분립(權力分立) 이론 등이 기술되어 있다.

## 같이 보기
- 출판 논문(treatise)

## 참고 문헌
- 이 문서에는 다음커뮤니케이션(현 카카오)에서 GFDL 또는 CC-SA 라이선스로 배포한 글로벌 세계대백과사전의 내용을 기초로 작성된 글이 포함되어 있습니다.